# Вериківська Ірина Михайлівна
Вериківська Ірина Михайлівна (25 квітня 1921, м. Київ — 4 червня 2011, там само) — український мистецтвознавець. Кандидат мистецтвознавства (1970).

## Життєпис
Закінчила (1947) філологічний факультет Київського університету. У 1950—1954 рр. працювала в Державному музеї Тараса Шевченка, з 1959 по 1980 рік — в Інституті мистецтвознавства, фольклору та етнографії АН УРСР. З 1998 року — старший науковий співробітник відділу шевченкознавства Інституту літератури імені Т. Г. Шевченка НАН України.
Померла у Києві 4 червня 2011 року у віці 90 років.

## Творчість
Брала участь у підготовці збірника «Мистецька спадщина Т. Г. Шевченка» (т. 1-4, 1964); Історія українського мистецтва.
Автор праць «Художник і сцена» (1971), «Становлення української радянської сценографії» (1981), альбому «Федір Нірод» (1988) та ін.

## Родина
Дочка Михайла Вериківського. Не раз перебувала на батьківщині батька у Кременці. Сестра Олени Вериківської. Дружина Костя Герасименка. Мати Марини Герасименко.